# Великобритания на зимних Олимпийских играх 1984
Великобритания принимала участие в Зимних Олимпийских играх 1984 года в Сараево (Югославия) в четырнадцатый раз, и завоевала одну золотую медаль.

## Медали
- Золото: Фигурное катание, пары — Джейн Торвилл и Кристофер Дин.

## Состав сборной
Сборную страны представляли 50 спортсменов: 13 женщин и 37 мужчин, они соревновались в 7 видах спорта:
- биатлон
- бобслей
- горнолыжный спорт
- конькобежный спорт
- лыжные гонки
- санный спорт
- фигурное катание.

Самой младшей участницей британской сборной была 17-летняя фигуристка Сюзи Гарланд, самым старшим — 36-летний бобслеист Гомер Ллойд.
Знаменосцем был фигурист Кристофер Дин.

## Результаты

### Биатлон
Спринт (мужчины)  10 км — 14 февраля
| Спортсмен     | Промахи | Время   | Место |
| ------------- | ------- | ------- | ----- |
| Тревор Кинг   | 5       | 36:34.4 | 51    |
| Грэм Фергюсон | 4       | 35:37.3 | 44    |
| Джеймс Вуд    | 2       | 33:40.2 | 26    |

Индивидуальная гонка на 20 км (мужчины) — 11 февраля
| Спортсмен      | Время     | Штрафы | Поправленное время | Место |
| -------------- | --------- | ------ | ------------------ | ----- |
| Тони Маклауд   | 1'17:34.5 | 8      | 1'25:34.5          | 44    |
| Чарлз Макайвор | 1'16:37.5 | 7      | 1'23:37.5          | 37    |
| Джеймс Вуд     | 1'14:55.8 | 4      | 1'18:55.8          | 14    |

Эстафета 4 x 7,5 км (мужчины)
Эстафетная гонка состоялась 16 февраля 1984 года.
| Спортсмены                                          | Результат | Результат   | Результат |
| Спортсмены                                          | Промахи   | Общее время | Место     |
| --------------------------------------------------- | --------- | ----------- | --------- |
| Джеймс Вуд Патрик Хоудл Тони Маклауд Чарлз Макайвор | 0         | 1'46:17.2   | 12        |

Детали эстафеты:
| Место | Страна          | Биатлонист | Стрельба | Стрельба | Стрельба | Этап  | Этап      | Гонка     | Гонка  | Отста вание |
| ----- | --------------- | ---------- | -------- | -------- | -------- | ----- | --------- | --------- | ------ | ----------- |
| Место | Страна          | Биатлонист | Лёжа     | Стоя     | Всего    | Время | Место     | Время     | Место  | Отста вание |
| 12    | Великобритания  |            | 0+6      | 0+7      | 0+13     |       |           | 1:46:17.2 |        | 7:25.5      |
| 12    |                 |            |          |          |          |       |           |           |        |             |
| 12    | Джим Вуд        | 0+1        | 0+0      | 0+1      | 27:11.6  | 12    | 27:11.6   | 12        | 2:19.2 |             |
| 12    | Патрик Хоудл    | 0+1        | 0+2      | 0+3      | 26:20.1  | 11    | 53:31.7   | 12        | 4:04.5 |             |
| 12    | Тони Маклауд    | 0+1        | 0+3      | 0+4      | 26:11.1  | 8     | 1:19:42.8 | 12        | 5:16.2 |             |
| 12    | Чарльз Макайвор | 0+3        | 0+2      | 0+5      | 26:34.4  | 13    | 1:46:17.2 | 12        | 7:25.5 |             |

### Горнолыжный спорт
Соревнования прошли с 13 по 19 февраля  на горе Игман.
Женщины
| Спортсменка | Соревнование     | 1 спуск         | 1 спуск | 2 спуск | 2 спуск | Результат       | Результат |
| Спортсменка | Соревнование     | Время           | Место   | Время   | Место   | Время           | Место     |
| ----------- | ---------------- | --------------- | ------- | ------- | ------- | --------------- | --------- |
| Клэр Бут    | Скоростной спуск |                 |         |         |         | не финишировала | –         |
| Лесли Бек   | Слалом           | не финишировала | –       | –       | –       | не финишировала | –         |

Мужчины
| Спортсмен       | Соревнование      | 1 спуск        | 1 спуск | 2 спуск | 2 спуск | Результат      | Результат |
| Спортсмен       | Соревнование      | Время          | Место   | Время   | Место   | Время          | Место     |
| --------------- | ----------------- | -------------- | ------- | ------- | ------- | -------------- | --------- |
| Фредерик Бертон | Скоростной спуск  |                |         |         |         | 1:51.15        | 37        |
| Коннор О’Брайен | Скоростной спуск  |                |         |         |         | 1:50.36        | 33        |
| Грэм Белл       | Скоростной спуск  |                |         |         |         | 1:50.06        | 32        |
| Мартин Белл     | Скоростной спуск  |                |         |         |         | 1:48.00        | 18        |
| Фредерик Бертон | Гигантский слалом | 1:30.32        | 42      | 1:30.23 | 38      | 3:00.55        | 39        |
| Николас Уилсон  | Гигантский слалом | 1:29.26        | 37      | 1:30.23 | 38      | 2:59.49        | 38        |
| Мартин Белл     | Гигантский слалом | 1:28.42        | 34      | 1:28.08 | 33      | 2:56.50        | 32        |
| Дэвид Мерсер    | Гигантский слалом | 1:27.81        | 33      | 1:28.83 | 34      | 2:56.64        | 33        |
| Дэвид Мерсер    | Слалом            | не финишировал | –       | –       | –       | не финишировал | –         |
| Николас Уилсон  | Слалом            | 57.33          | 27      | 54.75   | 16      | 1:52.08        | 16        |

### Конькобежный спорт
Соревнования прошли с 8 по 19 февраля на открытом катке Зетра.
Мужчины
| Дистанция | Спортсмен     | Результат | Результат |
| Дистанция | Спортсмен     | Время     | Место     |
| --------- | ------------- | --------- | --------- |
| 1500 м    | Брайан Карбис | 2:13.25   | 39        |
| 5000 м    | Брайан Карбис | 8:01.44   | 41        |

### Санный спорт

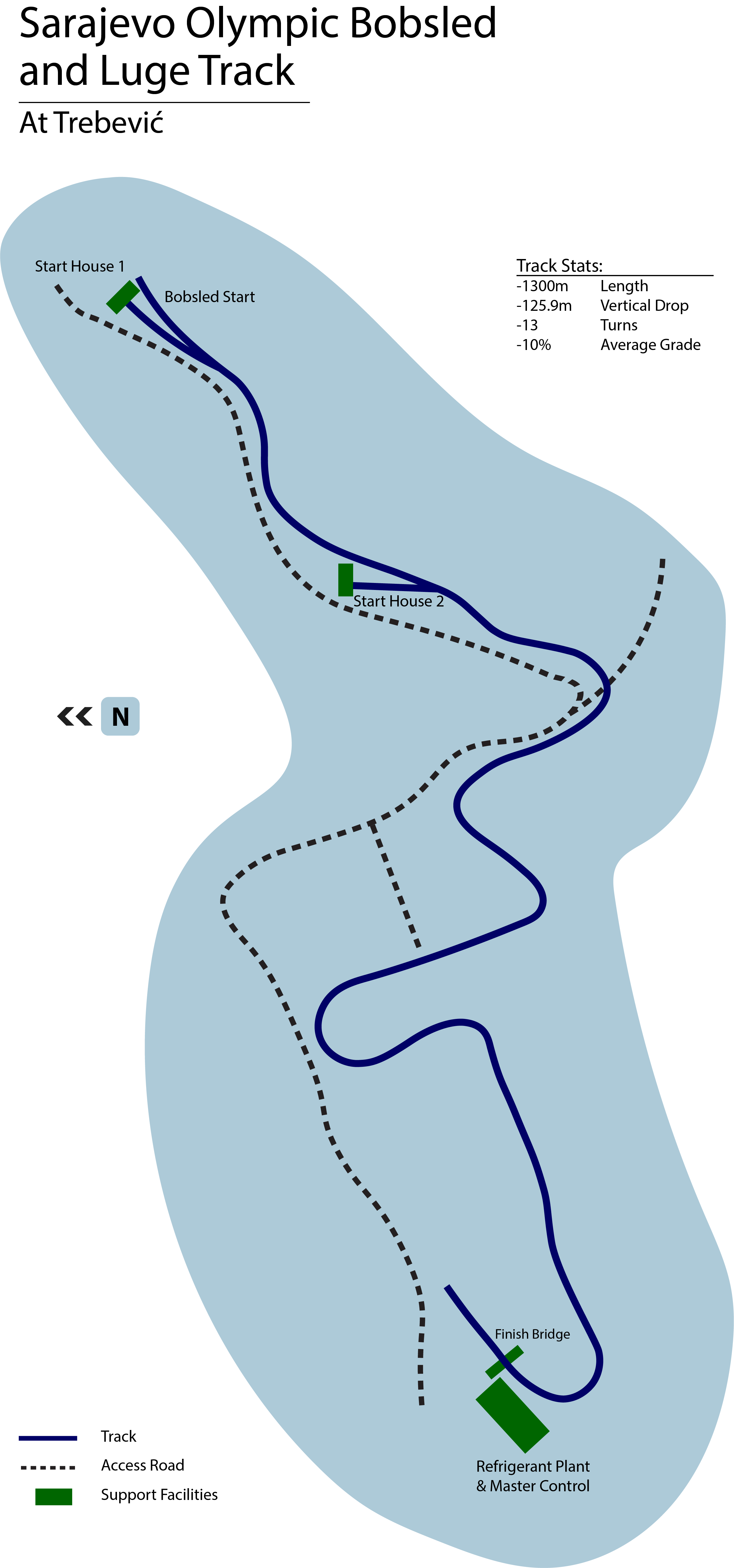
Схема санно-бобслейной трассе Требевич.

Соревнования проводились на санно-бобслейной трассе Требевич, уклон которой составлял 10,2°.
Мужчины
| Спортсмен    | 1 заезд | 1 заезд | 2 заезд | 2 заезд | 3 заезд | 3 заезд | 4 заезд | 4 заезд | Итог     | Итог  |
| Спортсмен    | Время   | Место   | Время   | Место   | Время   | Место   | Время   | Место   | Время    | Место |
| ------------ | ------- | ------- | ------- | ------- | ------- | ------- | ------- | ------- | -------- | ----- |
| Майк Ховард  | 50.415  | 30      | 50.090  | 30      | 48.343  | 27      | 48.315  | 27      | 3:17.163 | 26    |
| Крис Прентис | 50.033  | 28      | 50.074  | 29      | 50.384  | 30      | 49.283  | 29      | 3:19.774 | 29    |
| Андре Асборн | 49.901  | 27      | 49.853  | 28      | 49.447  | 29      | 48.438  | 28      | 3:17.639 | 27    |

Женщины
| Спортсменка | 1 заезд | 1 заезд | 2 заезд | 2 заезд | 3 заезд | 3 заезд | 4 заезд            | 4 заезд | Итог               | Итог  |
| Спортсменка | Время   | Место   | Время   | Место   | Время   | Место   | Время              | Место   | Время              | Место |
| ----------- | ------- | ------- | ------- | ------- | ------- | ------- | ------------------ | ------- | ------------------ | ----- |
| Клэр Шерред | 45.580  | 27      | 45.062  | 25      | 45.324  | 23      | дисквалифицирована | -       | дисквалифицирована | -     |

### Фигурное катание.
Соревнования на искусственном льду Ледового дворца Зетра.
Мужчины — одиночное катание
| Спортсмен    | Обязательные фигуры | Короткая программа | Произвольная программа | Сумма баллов (TFP) | Место |
| ------------ | ------------------- | ------------------ | ---------------------- | ------------------ | ----- |
| Пол Робинсон | 21                  | 20                 | 22                     | 42.6               | 22    |

Женщины — одиночное катание
| Спортсменка       | Обязательные фигуры | Короткая программа | Произвольная программа | Сумма баллов (TFP) | Место |
| ----------------- | ------------------- | ------------------ | ---------------------- | ------------------ | ----- |
| Сюзан Энн Джексон | 19                  | 17                 | 15                     | 33.2               | 17    |

Парное катание
| Спортсмены                 | Короткая программа | Произвольная программа | Сумма баллов (TFP) | Место |
| -------------------------- | ------------------ | ---------------------- | ------------------ | ----- |
| Сюзан Гарланд Иэн Дженкинс | 12                 | 14                     | 20.0               | 14    |

Танцы на льду
| Спортсмены                   | Обязательный танец | Оригинальный танец | Произвольный танец | Сумма баллов (TFP) | Место |
| ---------------------------- | ------------------ | ------------------ | ------------------ | ------------------ | ----- |
| Уэнди Сешнс Стивен Уильямс   | 12                 | 11                 | 11                 | 22.4               | 11    |
| Карен Барбер Николас Слейтер | 5                  | 6                  | 6                  | 11.6               | 6     |
| Джейн Торвилл Кристофер Дин  | 1                  | 1                  | 1                  | 2.0                | 1     |